# Lindberg från Småland
Lindberg är namnet på ett större antal svenska släkter. En av dessa härstammar från Sven Lindberg, som anses ha levt från 1781 till 1852. Denne verkade som häradsvallackare i Västra härad i Småland och var från 1844 mantalsskriven på nämnda härad. Hans sonson Karl Johan Vilhelm Lindberg var hemmansägare i Fägerhult, Bringetofta socken i Småland, och anfader till flera musiker och evangelister.
Släktens mest namnkunniga torde vara den spektakuläre sångarevangelisten Målle Lindberg, en gång predikant inom Maranatarörelsen, och dansbandssångerskan Christina Lindberg, som med sången De sista ljuva åren låg på Svensktoppen i 65 veckor.  Vanligt förekommande musikstilar bland släktens kända musiker är country- och dansbandsmusik.

## Stamtavla över kända medlemmar
- Sven Lindberg, vallackare
  - Vilhelm Bernhard Svensson Lindberg (1814–1875)
    - Karl Johan Vilhelm Lindberg (1844–1886), hemmansägare
      - Karl Fredrik Ferdinand Lindberg (1865–1931)
        - Henning Lindberg (1888–1966)
          - Carl Lindberg (1913–1961), sångarevangelist
            - Siwert Lindberg (född 1944), musiker

          - Holger Lindberg (1922–1997), affärsman
            - Nenne Lindberg (född 1954), sångarevangelist
              - Emilia Lindberg (född 1990), sångarevangelist

          - Arvid Lindberg (1924–1994), hästhandlare
          - Majken Lindberg (1928–2004)
            - Ted Sandstedt (född 1956), sångarevangelist

          - Målle Lindberg (1929–2025), sångarevangelist

      - Fritiof Algot Lindberg (1873–1918), handlande
        - Vallentin Algotsson-Lindberg (1911–1987)
          - Hjalmar Algotsson-Lindberg (1935–2006), plåtslagare och musiker[4]
            - Majlis Lindberg (född 1962)
              - Christopher Heino-Lindberg (född 1985), hockeyspelare och musiker

            - Christina Lindberg (född 1968), dansbandssångerska

        - Henning Lindberg (1913–1970), konstnär

  - Gustav Ulrik Lindberg (1826–1908)
    - Karl Gustav Lindberg (1847–1909), hemmansägare och glashandlare
      - Frans Elof Gotthard Lindberg (1882–1946), skrothandlare
        - Hjalmar Georg Gottfrid Lindberg (1929–2000), entreprenör
          - Chang Frick (född 1983), journalist och fotograf